# Cametá
Cametá là một đô thị thuộc bang Pará, Brasil. Đô thị này có diện tích 3081,36 km², dân số năm 2007 là 110145 người, mật độ 35,75 người/km².